# Christopher Reeve

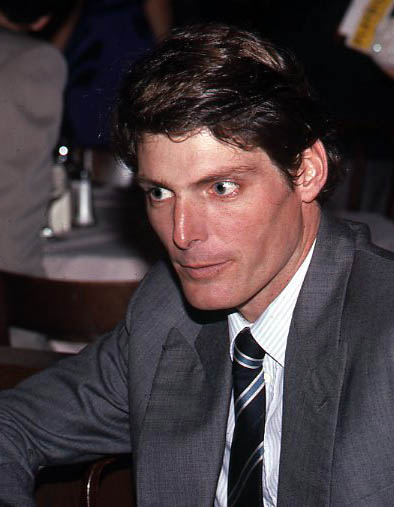
Christopher Reeve (1985)

Christopher D’Olier Reeve (* 25. September 1952 in New York City; † 10. Oktober 2004 in Mount Kisco, New York) war ein US-amerikanischer Schauspieler, Filmregisseur, Filmproduzent und Autor. Er wurde ab 1978 durch die Darstellung des Comic-Helden Superman in vier Filmen bekannt. Ab 1995 war Reeve durch einen Unfall querschnittgelähmt, trat jedoch vereinzelt weiter als Schauspieler auf.

## Leben
Reeve machte 1974 einen Hochschulabschluss in Geisteswissenschaften an der Cornell University, nachdem er an der Juilliard School of Performing Arts angenommen worden war. Während dieser Zeit schloss er mit seinem Klassenkameraden Robin Williams Freundschaft.
Reeve arbeitete auf der Bühne und in der Seifenoper Love of Life, als er das Angebot annahm, die Rolle des international bekannten Superman in Richard Donners Verfilmung zu verkörpern. Dieser Film wurde ein großer Erfolg und führte zu drei Fortsetzungen. 1980 spielte er zusammen mit Jane Seymour in Ein tödlicher Traum, einer Zeitreise-Liebesgeschichte. Obwohl dieser Film bei seiner Veröffentlichung kein großes Aufsehen erregte, erlangte er bald Kultstatus vor allem bei Studenten. Seymour hielt so große Stücke auf Reeve, dass sie eines ihrer Kinder nach ihm benannte. 1984 erhielt Reeve gute Kritiken für seine Rolle als Anwalt in Die Damen aus Boston.
Ab 1992 war Reeve mit der Schauspielerin Dana Reeve verheiratet. Die beiden haben einen gemeinsamen Sohn. Mit seiner früheren Partnerin Gae Exton hat Reeve einen Sohn und eine Tochter.

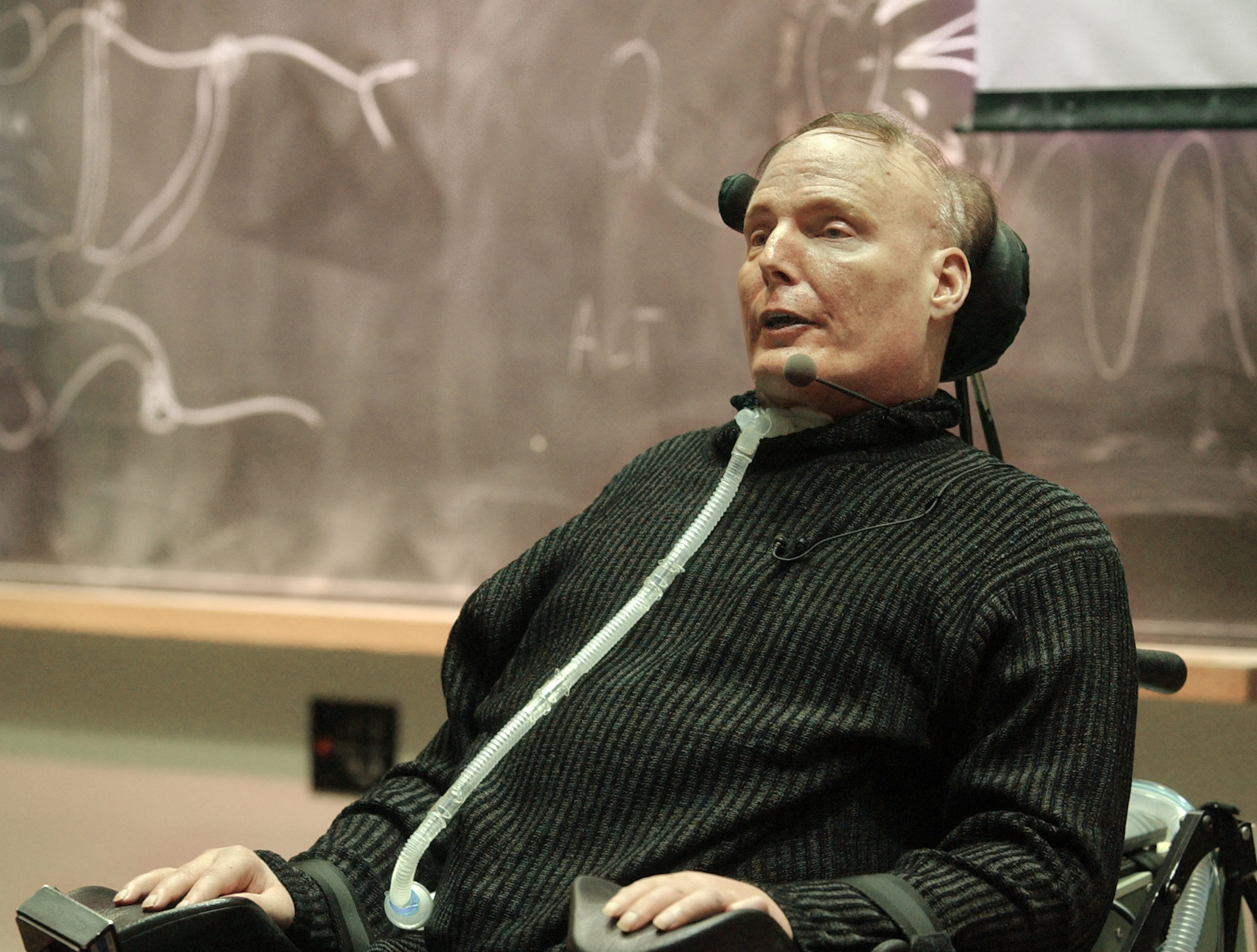
Christopher Reeve in einer Konferenz beim Massachusetts Institute of Technology (MIT, 2003)

Am 27. Mai 1995 wurde Reeve vom Hals abwärts querschnittgelähmt, als er bei einem Cross-Country-Reitturnier in Charlottesville, Virginia, von seinem Pferd Eastern Express (genannt „Buck“) stürzte und sich zwei Halswirbel brach. Die Querschnittlähmung veranlasste ihn, sich weitgehend aus der Filmproduktion zurückzuziehen. Stattdessen konzentrierte er sich auf die Rehabilitation und gründete mit seiner Frau das Christopher and Dana Reeve Paralysis Resource Center, eine Einrichtung in Short Hills, New Jersey, die Querschnittgelähmte dabei unterstützt, selbständiger zu leben. Darüber hinaus setzte er sich für die Stammzellenforschung ein.
1997 veröffentlichte Reeve mit dem HBO-Fernsehfilm In der Abenddämmerung sein Regiedebüt.
Darüber hinaus war er weiterhin ab und zu als Schauspieler zu sehen, so etwa in der Neuverfilmung des Hitchcock-Films Das Fenster zum Hof, in dem er die zuvor von James Stewart gespielte Hauptrolle übernahm. Im Februar 2003 erschien er in der Fernsehserie Smallville als Dr. Virgil Swann, der dem jungen Clark Kent (dem späteren Superman) tiefere Einsicht in seine Herkunft vermittelt. Diese Folge wurde von Kritikern gelobt und die Zuschauer sahen sie als eine gelungene Verbindung der Superman-Generationen. Im April 2004 spielte er nochmals in einer Folge mit. Ebenfalls 2004 führte er die Regie bei The Brooke Ellison Story mit Mary Elizabeth Mastrantonio in der Hauptrolle.
Am 10. Oktober 2004 starb Reeve im Alter von 52 Jahren, nachdem er einen Tag zuvor einen Herzstillstand erlitten hatte und ins Koma gefallen war. Ursache war eine Infektion, die er sich durch eine wundgelegene Stelle zugezogen hatte.

## Nach seinem Tod
Der Film Superman Returns (2006), der eine Fortsetzung der Superman-Filme mit Reeve darstellt, ist Reeve und seiner Frau Dana gewidmet. Auch Folge vier der vierten Staffel (Kuschelmonster) der Serie Smallville wurde ihm gewidmet („In loving memory of Christopher Reeve: He made us believe a man could fly“). Seine Frau Dana überlebte ihn um anderthalb Jahre. Der 2015 geborene Sohn von Reeves Tochter erhielt seinen Vornamen. In dem 2023 veröffentlichten Film The Flash hatte er mit Hilfe der CGI-Technik einen Cameo-Auftritt als Superman.
2021 wurde Reeve zu seinem 69. Geburtstag von der Suchmaschine Google mit einem Doodle geehrt. 2024 wurde auf dem Sundance Film Festival die Dokumentation Super/Man: The Christopher Reeve Story uraufgeführt. Die Regie führten Ian Bonhôte und Peter Ettedgui.

## Filmografie (Auswahl)

### Kinofilme
- 1978: U-Boot in Not (Gray Lady Down)
- 1978: Superman
- 1980: Ein tödlicher Traum (Somewhere in Time)
- 1980: Superman II – Allein gegen alle (Superman II)
- 1982:  Das Mörderspiel (Deathtrap)
- 1982: Monsignor
- 1983: Superman III – Der stählerne Blitz (Superman III)
- 1984: Die Damen aus Boston (The Bostonians)
- 1985: Der Flieger (The Aviator)
- 1987: Superman IV – Die Welt am Abgrund (Superman IV – The Quest for Peace) (auch Drehbuch)
- 1987: Glitzernder Asphalt (Street Smart)
- 1988: Eine Frau steht ihren Mann (Switching Channels)
- 1992: Noises Off! – Der nackte Wahnsinn (Noises Off)
- 1993: Morgen früh, so Gott will… (Morning Glory)
- 1993: Was vom Tage übrig blieb (The Remains of the Day)
- 1994: Sprachlos (Speechless)
- 1994: Tödlicher Betrug (Above Suspicion)
- 1995: Das Dorf der Verdammten (John Carpenter’s Village of the Damned)
- 2006: Yankee Irving – Kleiner Held ganz groß! (Everyone’s Hero, Computeranimationsfilm) (Regie mit Daniel St. Pierre und Colin Brady)

### Fernsehserien und -filme
- 1974–1976: Love of Life
- 1980: Die Muppet Show (The Muppet Show, Fernsehserie, Folge 4x18)
- 1985: Anna Karenina
- 1988: Gesprengte Ketten – Die Rache der Gefangenen (Great Escape II: The Untold Story)
- 1988: Die gefährlichsten Stunts – Nervenkitzel hautnah (The Worlds Greatest Stunts, Dokumentation)
- 1991: Anklage aus dem Jenseits (Death Dreams)
- 1991: Grusel, Grauen Gänsehaut (Are You Afraid of the Dark?) Folge Die Geschichte mit dem Geistertaxi
- 1992: Geschichten aus der Gruft (Tales from the Crypt, Folge Das Spezialmenü)
- 1992: Alptraum ohne Erwachen (Nightmare in the Daylight)
- 1992: Todsünden (Mortal Sins)
- 1993: Der Seewolf (The Sea Wolf)
- 1993: Frasier (Fernsehserie, 1x02 Stimme)
- 1997: In der Abenddämmerung (In the Gloaming, Fernsehfilm) (Regie)
- 1998: Das Fenster zum Hof (Rear Window)
- 2003–2004: Smallville (2 Folgen)
- 2003: Practice – Die Anwälte (The Practice, eine Folge)
- 2004: The Brooke Ellison Story (Regie)

## Schriften
- Immer noch ich – Mein zweites Leben. Droemer Knaur, München 1999, ISBN 3-426-62209-2.
- Nothing Is Impossible – Reflections of a New Life. Random House, London, München, New York 2003, ISBN 0-09-944659-6.
- Gedanken über mein Leben. Bombus, München 2004, ISBN 3-936261-30-X.